# Beinn Bhuidhe
Beinn Bhuidhe (gael. A' Bheinn Bhuidhe, wym. [ə ˈveiɲ ˈvujə]) – szczyt w Alpach Cowal i Arrochar, w Grampianach Zachodnich. Leży w Szkocji, w regionie Argyll and Bute. 